# Siphocampylus venosus
Siphocampylus venosus là loài thực vật có hoa trong họ Hoa chuông. Loài này được Gleason miêu tả khoa học đầu tiên năm 1925.